# 紀元前17世紀
紀元前17世紀（きげんぜんじゅうななせいき）は、西暦による紀元前1700年から紀元前1601年までの100年間を指す世紀。

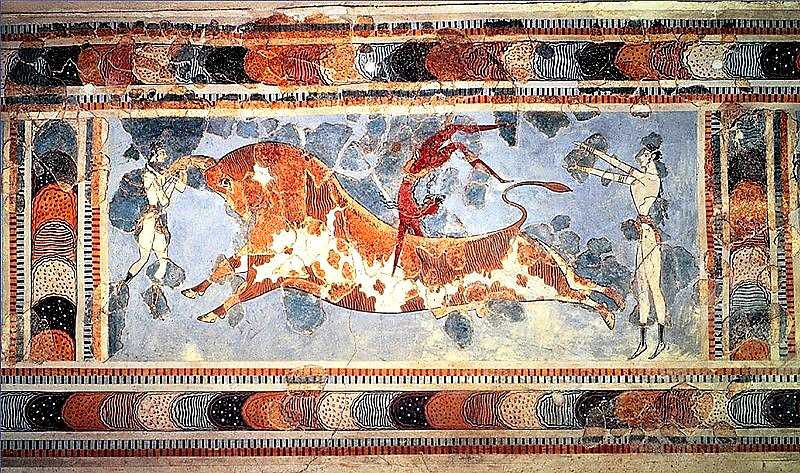
クノッソス宮殿。この時代にクレタ文明を代表するこの宮殿は「新宮殿時代」を迎え領域は拡張された。画像は二人の女性を伴った「牛跳び」の壁画でこの宮殿を飾っていたもの。なお紀元前17世紀にはクレタ文明に何らかの影響を及ぼしたサントリーニ島の火山が大爆発を起こしている。

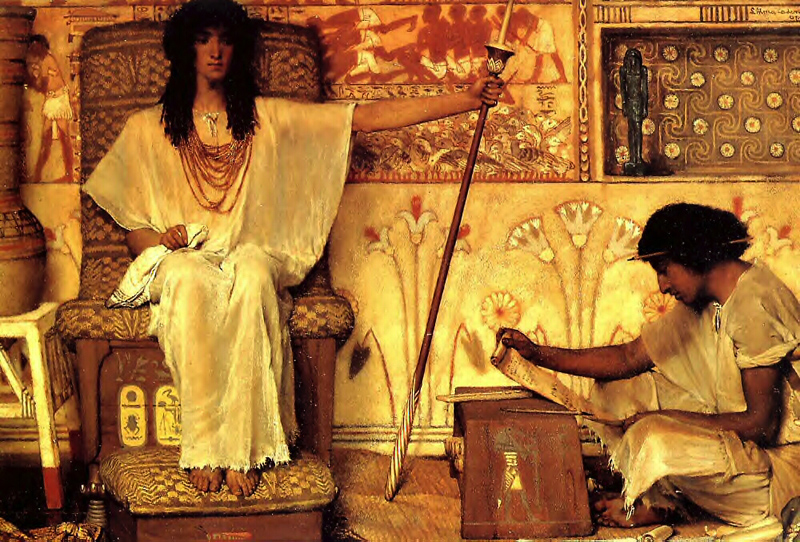
エジプトのヨセフ。ヘブライ人ヤコブの息子ヨセフは「創世記」ではエジプトで高官となったと記されている。異邦人ヒクソスがエジプトに侵入し、第15王朝・第16王朝を立てたこの時代こそ、ヨセフの時代に相当すると考えられている。画像は「ファラオの穀物倉庫監督のヨセフ（ローレンス・アルマ・タデマの歴史画）」。

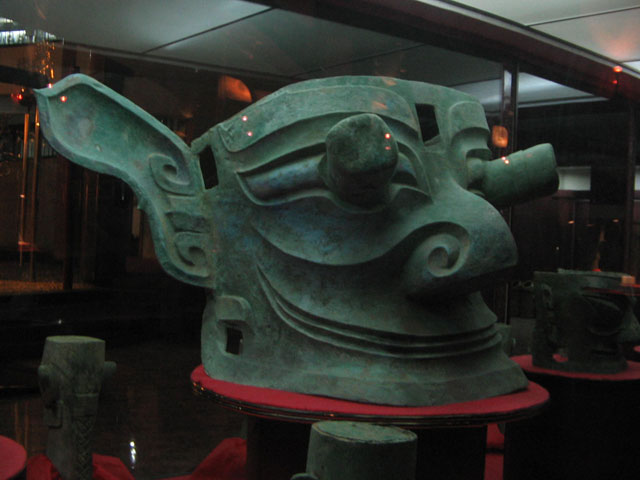
「青銅縦目仮面」。中国の四川省三星堆遺跡を代表する遺物で、大きな耳と突出した眼を具えた異形の神の頭部とされる。

## 出来事
- ヨーロッパは青銅器時代。
- 中国は夏王朝から殷王朝時代。
- ヒッタイトは古王国時代前で記録が断片的に残存。
- 旧約聖書では族長アブラハム・イサク・ヤコブ・ヨセフの時代。

### 紀元前1700年代
- 紀元前1700年 - 紀元前1500年頃 - 西アジアでフルリ人による征服。
- 紀元前1700年 - 紀元前1200年頃 - 中国西部四川省で三星堆遺跡の時代。
- 紀元前1700年 - 紀元前1600年頃 - 中国黄河流域で二里頭文化II期。
- 紀元前1700年頃
  - クレタ島クノッソスで古宮殿時代から新宮殿時代への移行期。
    - クノッソス宮殿東翼部出土の象牙製「牛跳びの像（イラクリオン考古学博物館蔵）」が作られる。

  - サルデーニャ島バルーミニにあるヌラーゲのスー・ヌラージが建設される。
  - シナイ半島のサラービート刻文に原シナイ文字が用いられる。
  - この頃までに『アトラ・ハシース叙事詩』が成立する。
    - 人類創造から大洪水の厄災に至るまでの賢人アトラ・ハシース（ウトナピシュティム（英語版））の活躍をアッカド語粘土板で記録したもの。

  - 北欧青銅器時代が始まる（ - 紀元前500年頃）。ターヌムの岩絵群はこの時代のもの。
  - ポーランドを中心とするプロト・スラブ人のトシュチニェツ文化が始まる（ - 紀元前1200年頃）。
  - ロシアのアルカイム (ロシア)（英語版）の円型集合住居遺跡が建設される（シンタシュタ・ペトロフカ・アルカイム文化）。
  - シベリア北東部の北極海（チュクチ海）の孤島ウランゲリ島に残存していた小型マンモスが絶滅する。

### 紀元前1660年代
- 紀元前1663年 - エジプトで第13王朝と第14王朝の終わり。
  - この時期までに異民族ヒクソス（ヘカウ・カスウト）が下エジプト東部に定住する。
  - アヴァリス（英語版）を中心にヒクソスによる第15王朝（大ヒクソス）が成立。
  - 同時期に下エジプト西部にて諸侯国が成立し第16王朝（小ヒクソス）と呼ばれる。

### 紀元前1650年代
- 紀元前1650年頃
  - ヨルダン渓谷のテル・エル・ハマム（英語版）遺跡に天体の爆発に巻き込まれた痕跡があるとされる説の年代。
  - トルコのチョルム県から出土した前期ヒッタイトの「ヒュセインデデの壺（英語版）（チョルム考古学博物館蔵）」はこの時代のもの。

### 紀元前1640年代
- 紀元前1646年 - 紀元前1626年 - バビロニア王アンミ・サドゥカの治世。
  - この王の時代に金星の出没を記録した「アンミ・サドゥカ王の金星についての粘土板文書（英語版）」が作成される。

### 紀元前1630年代
- 紀元前1630年頃 - 紀元前1610年頃 - エジプト第15王朝の王キアンの治世。
  - 都アヴァリスの宮殿遺跡（テル・エル・ダバ（英語版））からキアン王のカルトゥーシュで囲んだ印章が出土している。
  - この宮殿遺跡からはクレタ様式の壁画（英語版）が出土しており、ヒクソスとクレタ文明との交流があったことが想定される。

### 紀元前1620年代
- 紀元前1628年頃 - サントリーニ島の爆発（ミノア噴火）。
  - サントリーニ島南部にあった華麗な装飾フレスコ壁画で有名なアクロティリ遺跡（英語版）もこの時期に埋没した。

### 紀元前1610年代
- 紀元前1610年頃 - 紀元前1570年頃 - エジプト第15王朝アペピ1世の治世。

### 紀元前1600年代
- 紀元前1600年以前 - 夏王朝の末期で桀王の時代に当たる（夏商周年表プロジェクトによる）。
  - 銅を製錬する燃料を作るための木炭窯が出土した山西省運城市絳県西呉壁遺跡は夏王朝末期のこの時期のもの。

## 発明・発見
- メソポタミアやエジプトで瓶などのガラス容器が作られたと推定されている。
- エドウィン・スミス・パピルス - 外傷手術、人体解剖学に関するパピルス
- リンド数学パピルス - 単独方程式や連立方程式、等差級数や等比級数が見られる。

## 人物
- ハンムラビ - バビロニア王（在位:紀元前1728年 - 紀元前1686年（低年代法による））
- サイテス（サリティス） - ヒクソスの王・エジプト第15王朝の王・アヴァリス市を建設